# Richard Schaller
Richard Theodor Schaller (* 12. Juli 1903 in Köln; † 12. August 1972 in Hannover) war ein deutscher Politiker (NSDAP).

Richard Schaller

## Leben und Wirken
Richard Schaller wurde als siebtes von elf Kindern eines Kölner Handwerkers geboren. Einer seiner Brüder war der spätere NSDAP-Kreisleiter für Köln-Süd, Alfons Schaller. Ab 1910 besuchte Schaller die Volksschule in seiner Heimatstadt. 1917 begann er eine Lehre im Betrieb seines Vaters, die er vorzeitig abbrechen musste, als das Geschäft aufgrund von finanziellen Schwierigkeiten geschlossen wurde. Seinen Lebensunterhalt verdiente Schaller anschließend bis 1929 als Bauhilfsarbeiter.
Nachdem Schaller zunächst der KPD nahegestanden hatte, wurde er von Josef Grohé für die NSDAP gewonnen, in die er im Frühjahr 1923 eintrat. Schaller entwickelte sich rasch zu einer der Führungspersönlichkeiten der Partei im Kölner Raum.
Als die NSDAP nach einem vorübergehenden Verbot 1925 wiedergegründet wurde, trat Schaller ihr erneut bei. Bereits 1926 wurde er mit der Leitung der NSDAP-Ortsgruppe in Köln betraut, die er bis Ende 1932 führte. Ebenfalls seit 1926 amtierte er als Stellvertreter von Grohé, dem NSDAP-Gauleiter im Gau Köln-Aachen. 1929 zog Schaller für die NSDAP in die Kölner Stadtverordnetenversammlung ein, der er bis 1933 angehörte.
Als Mitglied des Reichstages, dem er seit 1930 als Vertreter des Wahlkreises 20 (Köln-Aachen) angehörte, stimmte er unter anderem für die Annahme des von der Regierung Hitler eingebrachten Ermächtigungsgesetzes vom März 1933.
Im Anschluss an die Machtübertragung an die Nationalsozialisten im Frühjahr 1933 war Schaller eine der Schlüsselpersonen bei der Festigung des neuen Regimes im Kölner Raum: Im März 1933 wurde er zum Bürgermeister des Kölner Bezirks Köln Stadt ernannt. In diesem Amt war er bis 1938 maßgeblich dafür verantwortlich, die Kölner Stadtverwaltung im nationalsozialistischen Sinne neu zu organisieren.
Im Juni 1933 wurden Schallers Kompetenzen um die Funktion des Landeswalters für die Rheinprovinz in der NS-Volkswohlfahrt erweitert. Von 1937 bis 1939 leitete Schaller die Hauptstelle „Handel und Handwerk“ des Gaus Köln-Aachen. Am 1. Januar 1937 wurde Schaller schließlich zum Gauobmann der DAF ernannt. In den letzten Jahren der NS-Herrschaft war Schaller erneut stellvertretender Gauleiter von Köln-Aachen.
Schaller war ferner Mitglied der SA und der SS (SS-Nummer 357.251), in welchen er den Rang eines Brigadeführers bekleidete, sowie Träger des Goldenen Parteiabzeichens.
Nach dem Zweiten Weltkrieg wurde Schaller von den Alliierten verhaftet. Seine Verurteilung zu einer milden Strafe rief 1948 weitreichende Proteste in der Kölner Bevölkerung hervor: Es kam zu Massenumzügen am Gewerkschaftshaus, unweit des Kölner Westbahnhofs und zu einer Petition, in der eine härtere Strafe gefordert wurde: „Schaller […] ist […] nicht nur einer der großen Kriegsverbrecher, sondern ebenfalls […] [verantwortlich für] Grausamkeiten, die das Naziregime in Köln und darüber hinaus verübt hat. Wir verlangen deshalb schnellste Revision dieser Schande.“